# Битка при Дойран (1918)
Вижте пояснителната страница за други значения на Битка при Дойран.
Битката при Дойран от 1918 година е третата и последна битка от Дойранската епопея и се провежда между 18 и 19 септември.

## Битката
Първата атака на хълмовете е направена от 22-ра и 26-а дивизия на британската армия с подкрепата на критската дивизия от гръцката армия. Докато напредват нагоре по хълмовете, дивизиите са подложени на кръстосан огън и са принудени да отстъпят с тежки загуби. След това атаката тръгва отново, като 12-и Чешърски полк води атаката. Бункерите на хълмовете са снабдени с картечници, които откриват огън по тях, чийто ефект е ужасяващ за Съглашението: само 20 – 30 процента от войниците им стигат до окопите, но тези, които остават, продължават напред и пленяват първите два български окопа. На 18 септември британският XII корпус атакува с 66-та и 67-ма бригади от 22-ра дивизия и гръцката Сярска дивизия. Първата линия на българските окопи е превзета, а Сярската дивизя се придвижва към втората. Българите отговарят със силен артилерийски огън и контраудари, които възвръщат загубените земи. Междувременно 7-ми батальон на британската 66-та бригада претърпя значителни загуби и се провали в атаките си. Атаките на 11-ти уелски и 9-ти граничен полк също са неуспешни. 12-ти Чешърски полк от британската 67-ма бригада, последван от 9-ти Южен Ланкашърски полк и 8-ми кралски Шропшърски лек пехотен полк (KSLI), попада огъня на българската оръдия и картечници. 67-ма бригада губи 65% от войниците си. В краят на деня XII корпус се върна на първоначалната си позиция. На 19 септември XII корпус атакува отново, но тъй като атаките на XVI корпус на север от езерото се провалят, XII корпус трябва да напада сам. Сярската дивизия повтаря действията от предишния ден, превземайки няколко български окопа, но след това е отблъсната от тежка артилерия, картечен огън и контраатаки. Британците атакуват със 77-ма бригада, отслабена от 65-та бригада, а след това и 2-ра френска колониална бригада, съставена от зуави. 66-та и 67-ма бригада бяха годни само за отбрана и не участват. 77-ма бригада заема няколко български окопа, но се оказва на открито, попада под артилерийски обстрел и в крайна сметка се оттегля, преди българите да предприемат контраатака. Бригадата губи около 50% от личния си състав. Ударът на 65-та бригада и този на зуавите също са неуспешни.
Южноуелският полк достига до последната защитна линия. От целия батальон само един офицер и 11 войници достигат до лагера. Българските части показват голяма смелост, въпреки че съотношението на силите е 6 към 1 в полза на съглашенските сили.
Междувременно на 18 септември британският XVI корпус напада, подкрепен от гръцката Критска дивизия и британската 84-та бригада. Те се натъкват на 1-ва българска македонска бригада с 24 оръдия и 64 картечници.Гръцката дивизия напада с два полка на фронтовата линия и трети в резерв, подкрепени от 84-ти полк. Шест батареи британска артилерия стреляха в подкрепа. Британската 85-та бригада е в резерв. В 05:00 гърците атакуват, прочиствайки българския преден пост. След това те трябваше да пресекат дълга равнина, за да нападнат българските позиции на хълмовете, надвиснали над равнината. Гърците настъпват през равнината и пробиват българските позиции, но саотблъснати от силен оръдеен, пушечен и картечен огън. Зад гърците е подкрепящата ги британска артилерия. Гърците се съвземат и предприемат още няколко атаки по българските укрепени позиции със същия резултат като първия път. До вечерта те се оттеглят, последвани няколко часа по-късно от британската артилерия. 16-ти корпус не атакува на 19 септември поради загуби.

## Отстъпление
След цял ден продължила битка Съглашението успява да превземе съвсем малко територия отдясно, благодарение на гръцките сили. На следващия ден 65-а бригада атакува. Атаката води до нови загуби, като само половината от войниците се връщат живи. Въпреки това, при атаката е превзет град Дойран и няколко хълма над него. След известно време стрелбата от българските укрепления е прекратена, а напредвайки, англичаните и гърците откриват, че те са изоставени от българската войска. Причината за това е, че сръбската и френската армия побеждават българската армия в долината на Вардар и също напредват към Дойран. Когато германският наблюдаващ операцията, Фридрих фон Шолц научава за това, заповядва българската армия да отстъпи, за да не бъде отрязана отстрани.

## В Популярната Култура
На 7 октомври 2021 шведската метъл банда "Sabaton" пуска англоезичната песен "Долината на смъртта", посветена на Дойранската Епопея.